# مرد کونگ‌فو (فیلم ۲۰۱۲)
مرد کونگ فو (به انگلیسی: Kung Fu Man) همچنین به عنوان قهرمان کونگ فو نیز شناخته می‌شود. نام یک فیلم رزمی چینی-آمریکایی محصول سال ۲۰۱۲ به کارگردانی یوئن چیانگ-یان و نینگ یینگ و تهیه کنندگی کیانو ریوز است.